# Bannach
Bannach este un oraș în Pará (PA), Brazilia.